# Медицинска школа са домом ученика „Сестре Нинковић” Крагујевац
Медицинска школа са домом ученика „Сестре Нинковић” једна је од средњих школа у Крагујевцу. Налази се у улици Радоја Домановића 2.

## Историјат
Медицинска школа „Сестре Нинковић” је основана 1947. године као државна школа за медицинске сестре. У послератном периоду су у прву генерацију уписане четрдесет и две ученице. Школа је била смештена у преуређеној приватној кући у Улици Светозара Марковића у којој се налазио и интернат за ученице. У нову зграду која је наменски грађена је пресељена 1954. године. Крајем седамдесетих година прошлог века је сваке године матурирало око петсто ученика, средином деведесетих година је број био преко хиљаду, а почетком овог века и преко хиљаду триста ученика. Последњих година је школа суочена са рационализацијом у виду смањења броја одељења са тридесет и два на двадесет што је довело до смањења броја запослених. Школске 2019—2020. године је уписано 654 ученика распоређених у двадесет и једно одељење са седамдесет наставника. Садрже смерове медицинска сестра–техничар, педијатријска сестра–техничар, медицинска сестра–васпитач, зубни техничар, фармацеутски техничар, лабораторијски техничар и здравствени неговатељ. Добитници су бројних награда и признања, неки од њих су плакета „25. мај” од Скупштине РС за постигнуте резултате у образовању и васпитању, диплома града Крагујевца од Скупштине града Крагујевца и три златна знака Црвеног крста Југославије.